# Чехарда

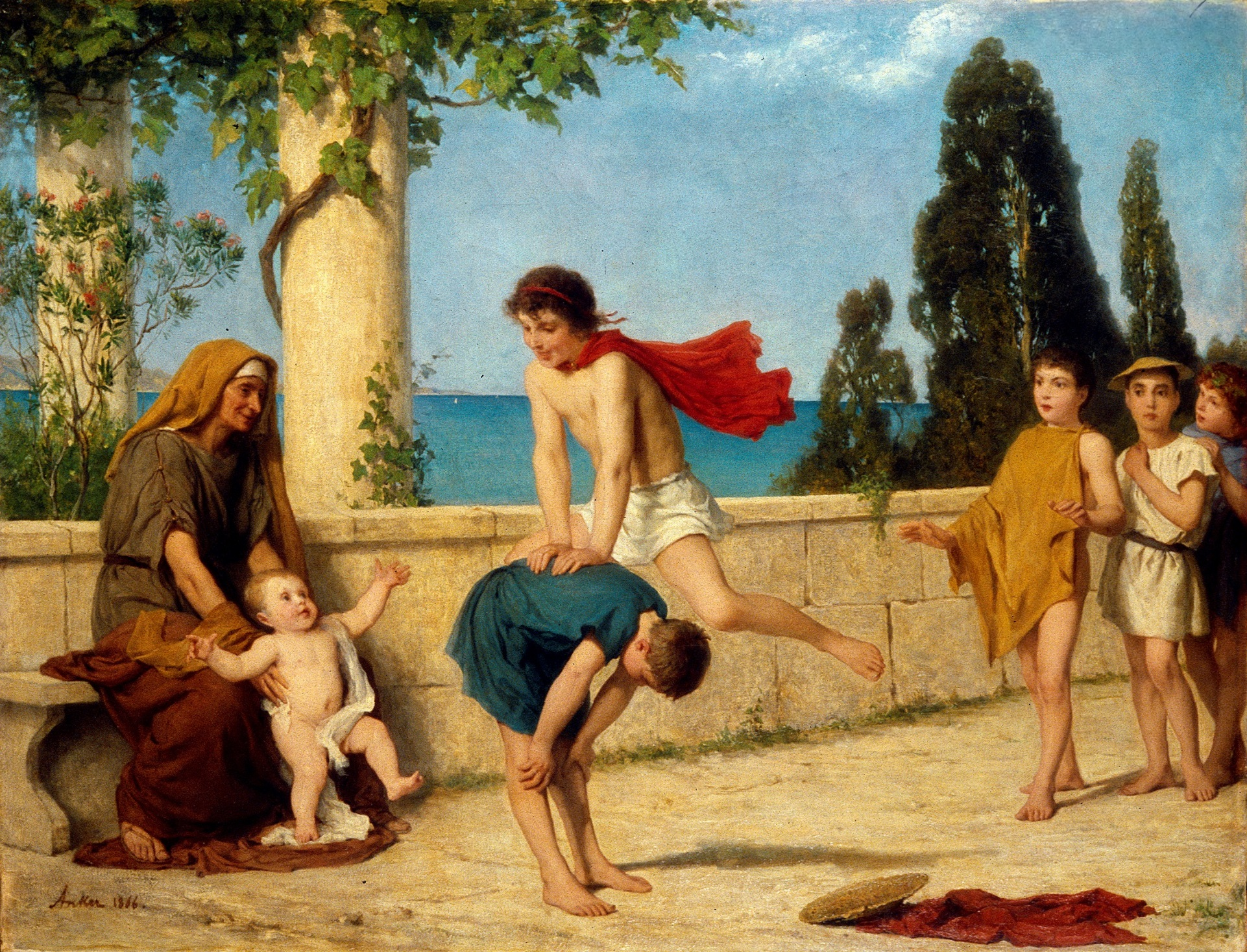
Альберт Анкер «Чехарда» (1866)

Чехарда́ — игра, участники которой поочерёдно прыгают через своих партнёров, стоящих в согнутом положении. Чехарда развивает ловкость, координацию движений, глазомер, смелость, уверенность и силу в руках и ногах. Также чехарда способствует укреплению взаимоотношений в детском коллективе и учит доверию к сверстникам.
В переносном значении — частые беспорядочные перемены и смещения (например «министерская чехарда»).